# No Way Out (2007)
No Way Out (2007) — это PPV-шоу по рестлингу, проводимое World Wrestling Entertainment (WWE), брендом SmackDown!. Состоялось 18 февраля 2007 года в Лос-Анджелесе, Калифорния на арене «Стейплс-центр».

## Результаты
| №               | Матч | Тип матча                                        | Время |
| --------------- | --- | ------------------------------------------------ | ----- |
| 1Т              | Роб Ван Дам победил Шелтона Бенджамина                                                                                                 | Матч один на один                                | 5:02  |
| 2               | Крис Бенуа и «Харди» (Джефф Харди и Мэтт Харди) победили MNM (Джоуи Меркьюри и Джонни Найтро) и Монтела Вонтавиуса Портера (с Мелиной) | Командный матч шести человек                     | 14:19 |
| 3               | Чаво Герреро победил Дайвари, Фунаки, Грегори Хелмса, Джейми Ноубла, Джимми Ванг Янга, Скотти 2 Хотти и Шеннона Мура                   | Матч за титул чемпиона WWE в первом тяжёлом весе | 14:11 |
| 4               | Финли и Маленький Бастард победили Бугимена и Маленького Бугимена                                                                      | Смешанный командный матч                         | 6:44  |
| 5               | Кейн победил Короля Букера (с Королевой Шармелль)                                                                                      | Матч один на один                                | 12:38 |
| 6               | Брайан Кендрик и Пол Лондон победили «Дьюса и Домино» (с Черри)                                                                        | Командный матч за титул командных чемпионов WWE  | 8:07  |
| 7               | Мистер Кеннеди победил Бобби Лэшли по дисквалификации                                                                                  | Матч один на один за титул чемпиона мира ECW     | 15:27 |
|                 | Эшли Массаро победила Джиллиан Холл, Келли Келли, Лейлу и Брук Адамс                                                                   | Конкурс талантов Див                             | 9:40  |
|                 | Джон Сина и Шон Майклз (Raw) победили Батисту и Гробовщика (SmackDown!)                                                                | Командный матч                                   | 22:09 |
| Т — тёмный матч | |                                                  |       |